# Mário Pires
Mário Pires (* 1949?) war von 2002 bis 2003 Premierminister von Guinea-Bissau.

## Politische Laufbahn
Pires war der vierte und letzte Premierminister in der rund dreieinhalbjährigen Amtszeit des Präsidenten Kumba Ialá. Er gehört zu Ialás Partido para a Renovação Social (PRS) und trat sein Amt am 17. November 2002 an, nachdem Ialá kurz zuvor die bisherige Regierung entlassen hatte. Am Tag zuvor hatte der Präsident das im November 1999 gewählte Parlament aufgelöst und regierte fortan per Dekret.
Monatelange Streiks im öffentlichen Dienst wegen ausbleibender Bezahlung setzten die Regierung unter Druck. Nachdem die angekündigten Neuwahlen mehrfach verschoben worden waren, verschärfte Pires die Krise, als er erklärte, ein Wahlsieg der Opposition werde zu einem neuen Bürgerkrieg führen. Beim Sturz des Präsidenten Ialá durch den Militärputsch des Stabschefs der Armee Veríssimo Correia Seabra am 14. September 2003 verlor auch Pires sein Amt. Pires und Ialá wurden zunächst unter Hausarrest gestellt. Seabra begründete seinen Staatsstreich mit der Unfähigkeit von Ialá und Pires. Zwei Wochen nach dem Putsch setzten die Militärs Henrique Pereira Rosa als Präsidenten und den Generalsekretär der PRS Artur Sanhá als Premierminister ein.
Nach dem Ausscheiden Ialás im ersten Wahlgang der Präsidentschaftswahlen 2005 unterstützte Pires gemeinsam mit anderen führenden Politikern der PRS im zweiten Wahlgang Malam Bacai Sanhá von der PAIGC, während sich Ialá für den dann siegreichen João Bernardo Vieira aussprach.